# Tirso de Saulieu
Tirso (en latín: Thyrsus, en francés: Thyrse, Esmirna, siglo II-Saulieu, 177), fue un diácono cristiano, enviado a la Galia en el siglo II por Policarpo para predicar el Evangelio.

## Biografía
Andoche y Benigno, sacerdotes, Tirso, diácono y Andéol, subdiácono, eran originarios Esmirna, fueron enviados a evangelizar la Galia, en el año 166, por Policarpo (obispo de Esmirna, discípulo del apóstol Juan, martirizado en 155 o 167) o por su sucesor, Polícrates, a la llamada de Ireneo, obispo de Lyon. Fueron recibidos en Lyon por Ireneo y su predecesor, Potino, ambos formados en la escuela de Policarpo y enviados por él a la Galia, anteriormente.
Andoche, Tirso y Benigno son enviados en misión a la región de Autun. Y es allí donde en 177, los dos primeros murieron mártires de su fe, con Félix, rico comerciante que los alojó. Pasando de la ciudad de Autun al castillo de Saulieu, fueron arrestados y después de sufrir diversas torturas, fueron decapitados durante las persecuciones de Marco Aurelio.
Sus reliquias descansan en la iglesia de Saint-Andéol en Saint-Andeux y en la basílica de Saint-Andoche en Saulieu, a unos veinte kilómetros de Saint-Andeux.
En cuanto a Benigno, sufrió el martirio en Dijon, hacia 179.
Andéol recibe la misión de “llevar el evangelio” a las regiones del sur fertilizadas por el Ródano.
Su culto aún continúa en Borgoña.

## Edificios religiosos bajo su advocación
- Capilla Saint-Thyrse (Robion)
- Capilla Saint-Thyrse (Maransan)
- Iglesia de Saint-Thyrse (Bas-en-Basset)
- Iglesia de Saint-Thyrse (Châteauponsac)
- Iglesia de Saint-Thyrse (Anglards-de-Salers)
- Iglesia de Saint-Thyrse (Lausana)
- Catedral de Notre-Dame y Saint-Thyrse de Sisteron

## Iconografía
- San Andoche, San Thyrse y San Félix, mártires, fiesta el  , grabado, sol; h: 15,5  cm x l: 16  cm por Ludovic Alleaume
- Jacques Callot,  Martyre de saint Andoche et saint Thyrse , las imágenes de los santos, Print BnF, 1636[1]
- Vidriera de `` Saint Thyrse, diácono-mártir , en la Capilla Saint-François-de-Sales en Dijon
- Catedral de Saint-Bénigne de Dijon: Vidriera central en el ábside de Édouard Didron, fila inferior de izquierda a derecha,  Saint Andoche, Saint Bénigne, Saint Thyrse  -  Vitraux:  Escuela Apostólica de Esmirna  -  Salida de los santos en misión: Bénigne, sacerdote; Andoche, sacerdote; Thyrsus, diácono; Andéol, subdiácono
- Vidrieras en la Basílica Saint-Andoche de Saulieu: "San Félix da la bienvenida a San Andoche y San Thyrse"